# Manuel José da Costa (barão)
Manuel José da Costa, primeiro e único Barão de Mercês (Pernambuco, 1809 — Recife, 5 de novembro de 1883), foi um político, proprietário de terras e nobre brasileiro. Senhor do Engenho Mercês, em Ipojuca,  Pernambuco. 

## Biografia
Era filho do Coronel Bento José da Costa, rico proprietário de terras e comerciante português que participou da Revolução Pernambucana de 1817, e de Dona Ana Maria Teodora Moreira de Carvalho, natural do Recife. 
Em 04 de outubro de 1831, no Recife, casou-se, em primeiras núpcias, com sua prima paterna Caetana Cândida Gomes, filha de Joaquim Cândido Gomes e Dona Catharina Maria da Conceição Pires Ferreira. Do casamento nasceram quatro filhos e quatro filhas: 
1. Joaquim Manoel da Costa
2. Anna Candida da Costa (natimorta)
3. Anna Candida da Costa
4. Caetana Carolina da Costa
5. Manoel José da Costa Junior
6. José Candido da Costa
7. Alípio José da Costa
8. Idalina Augusta da Costa

O casamento parece ter estado envolvido em uma dívida da jogo relacionada à propriedade do Engenho Mercês pois, o Imperador Pedro II, que visitou o local em 10 de dezembro de 1859, assim registrou em seu diário: "Tive de voltar até a estação da Ilha para tomar para Serinhãem, passando a noite de hoje no Engenho Mercês de Manuel José da Costa, filho do negociante Bento José da Costa a cujos filhos consta-me que muito ganhou no jogo o Ten. Cel. Lobo, que também facilmente gastou o que ganhou, ficando aqueles quase pobres, passando a propriedade do Engenho Mercês ao Manuel José da Costa do sogro Joaquim Cândido Gomes, que casou a filha com a condição do genro não vir à cidade do Recife." Sendo seu sogro o antigo senhor do Engenho Mercês, a propriedade continuou com a família.   

Sobre o Engenho Mercês, o Imperador disse:   
"É muito bem situado na várzea do Ipojuca, que é navegável por barcaças independentemente da maré até o engenho Trapiche, acima da fazenda Guerra do ten.-cel. Camilo Pires Falcão. Tem boa casa de vivenda com capela ao lado; 135 escravos; máquina de 5 cavalos de baixa pressão, cujo combustível é o bagaço, gastando-se lenha na fornalha das taxas, fazendo 5 mil pães ou 20.000 arrobas por ano, e sendo bom o açúcar da segunda barreação, levando a purgar em 30 dias em fornos de barro, que se fazem no engenho onde há boa argila. Tem estufas para quando não há sol. Este Engenho passa por um dos melhores da Província, o que prova o atraso do fabrico." 
Do segundo casamento, com Maria Felismina do Rego, não houve descendência. Maria Felismina era viúva de Joaquim Cândido Gomes, sogro Manuel José da Costa.
Dele registrou Sacramento Blake, no Diccionario Bibliographico Brazileiro: "Sendo chefe político, agricultor adiantado, comendador das Ordens de Cristo e Rosa. Fez sua educação na Europa e falava o francês e o inglês. Escreveu: Eleição da freguesia de Ipojuca, Pernambuco, 1863, 53 pág."
Agraciado, por decreto, pelo Imperador Pedro II, com o título de Barão de Mercês, em 24 de agosto de 1870, em razão das provas de fidelidade e dos serviços prestados ao Império e à pessoa do Imperador. . 
Em seu verbete, no Archivo Nobiliárquico Brasileiro, é descrito como: "Chefe político, e agricultor adiantado em sua Província, foi Coronel da Guarda Nacional. Comendador da Imperial Ordem de Christo e Dignatario da Imperial Ordem da Rosa".
Segundo Edgardo Pires Ferreira, que estudou a genealogia de famílias de Pernambuco, Manuel José da Costa foi também Deputado Estadual, em Pernambuco, entre os anos de 1834 e 1837. Ocupou ainda o cargo de delegado do termo de Ipojuca, sendo sua exoneração, a pedido, noticiada pelo Diário de Pernambuco, na edição de 31 de outubro de 1873. Em notas de jornal que noticiaram sua morte, o Barão é identificado como importante membro do Partido Conservador.   